# Cardiff University

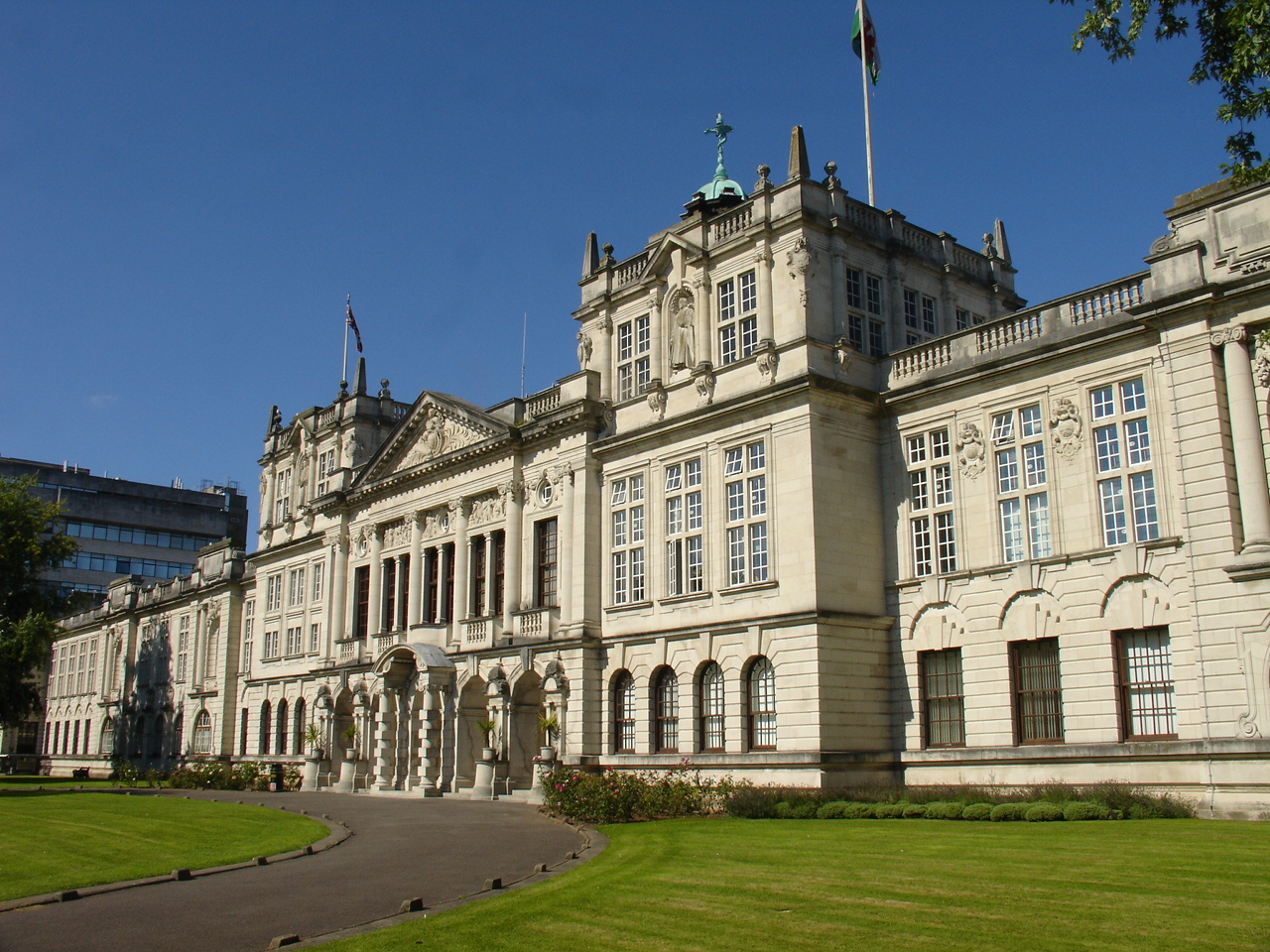
Das Hauptgebäude der Universität Cardiff

Die Universität Cardiff (engl. Cardiff University, wal. Prifysgol Caerdydd) ist eine Universität in Cardiff in Wales. Gemessen an der Zahl der Studierenden war sie 2019/2020 die elftgrößte Universität in Großbritannien. Sie ist eines der 24 Mitglieder in der Russell-Gruppe, die sich als Zusammenschluss forschungsstarker Universitäten bezeichnet. Gemessen an der Zahl der forschenden Studenten – das sind vor allem Doktoranden – lag die Universität Cardiff in Großbritannien 2019/2020 auf Platz 17.

## Geschichte
1883 wurde das University College of South Wales and Monmouthshire gegründet. 1972 folgte die Umbenennung in University College, Cardiff. Finanzielle Probleme zwangen die Universität 1988 zur Fusion mit der University of Wales Institute of Science and Technology und 1996 wurde sie schließlich Mitglied der University of Wales. 2004 fusionierte die Universität mit der University of Wales College of Medicine, trennte sich von der University of Wales und nannte sich nun Cardiff University. Das Seafarers International Research Centre (SIRC) an der Cardiff University ist entsprechend Veröffentlichung auf ihrer Homepage ein Teil der Cardiff University School of Social Sciences und veröffentlicht online bzgl. Research on seafarers ihre Forschungsergebnisse mit dem Schwerpunkt „On issues of occupational health and safety“ auch zum Bereich Ermüdung und Übermüdung von Seeleuten (Seafarer Fatigue) als einen wichtigen Aspekt des international geltenden International Safety Management Codes und bekannt auch durch den vom „Centre for Occupational & Health Psychology“ an der Cardiff University veröffentlichten Lehrfilm „Seafarers Fatigue Film - Cardiff University“ bzw. „Fatigue at Sea – The Cardiff University Research Programme & Industry perspectives“.
Zu den international bekanntesten Professoren in der Geschichte der Cardiff University mit langjähriger Forschung im Themenbereich Übermüdung von Seeleuten gehört Prof. Andy Smith als Leiter des „Centre for Occupational and Health Psychology“ mit seinem Team zusammen mit Seafarers’ International Research Centre Cardiff (SIRC) und den Forschungspartnern Maritime and Coastguard Agency , Health and Safety Executive, NUMAST, Nautilus UK mit zahlreichen Veröffentlichungen zu Seafarer Fatigue.
An der Cardiff University wurden im Internationalen Forschungszentrum für Seeleute (SIRC) mit der Studie „Verloren auf See und Verloren zu Hause“ die bisher wenig erforschten Auswirkungen des Erwerbslebens auf See auf das Familienleben der Seefahrer untersucht, dabei auf typische Arbeitsbedingungen gekennzeichnet durch kleinere Schiffsbesatzungen, Stress, Erschöpfung und soziale Isolierung an Bord hingewiesen und herausgestellt, dass nur wenige Menschen auf ein stabiles und stützendes Familienleben so sehr angewiesen sind wie die berufsbedingt potenziell extrem sozial isolierte Personengruppe der Seeleute.
Das Internationale Seeleute-Forschungszentrum an der Cardiff University (SIRC) stellte um 2005 in Zusammenarbeit mit MAIB und NUMAST fest, dass steigende Arbeitsbelastungen mit kurzen Abfertigungszeiten in den Häfen bei immer kleineren Schiffsbesatzungen zu zahlreichen Havarien führten, die direkt auf die Übermüdung der wachhabenden Offiziere rückführbar waren: die überdurchschnittlich hohen Arbeitszeiten der Seefahrer an Bord würden an Land als übertrieben angesehen werden, doch die Überlastung der Seeleute sei dennoch zur Routine geworden und die Erschöpfung mit „Konzentrationsfähigkeit dauerhaft im Keller“ sei vorprogrammiert und z. T. sogar gesetzlich verordnet. Das „Seafarers Institute Reserach Centre“ (SIRC) und NUMAST stellten sechs Hauptursachen von Fatigue / Erschöpfung fest: 1. Hohe Arbeitszeiten, 2. Anstrengende Schichtsysteme, 3. Mangel an Freizeit, 4. Störungen des 24-Stunden Rhythmus, 5. Harte Umwelt- und Lebensbedingungen, 6. Hohe Aufmerksamkeit über längere Zeiträume.
In der Publikation Seafarer Fatigue Where Next? A summary document based on recent research from the Centre for Occupational and Health Psychology, Cardiff University. von Andy Smith et al. mit Fokus auf eine im Sinne der Schiffssicherheit angemessene Schiffs-Bemannung beziehen sich die Autoren zusammen mit ITF in der Auswertung des Unfallgeschehens in der Seefahrt exemplarisch auf einen in der brit. maritimen Zeitung Lloyd's List am 18. April 2006 dokumentierten MAIB-Bericht von der Grundberührung eines Schiffes mit eingeschlafenem brit. Kapitän allein ohne Ausguck auf der Kommandobrücke an der deutschen Ostseeküste im Überwachungsbereich von VTS Warnemünde, was wie folgt dokumentiert wurde:
„A fatigued master, alone and asleep on the bridge of his ship, caused the grounding of a British registered bulker in the Baltic Sea … On a voyage from Hamburg to Klaipeda … was being monitored by Warnemunde VTS when it failed to alter course and despite efforts to contact the ship was seen to run aground. The master, who had permitted the lookout to leave the bridge, had fallen asleep … The casualty is the latest in a considerable list of incidents in which fatigue has played a major part.“
Darüber hinaus konnten Cardiff University und die ITF im Bereich Maritime Medizin ein bei Seeleuten berufsbedingt erhöhtes Erkrankungs-Risiko  für chronische psychische Erkrankungen wie Depression und Anxiety Attacks als Langzeitfolge von Fatigue dokumentieren und damit einhergehend die inadäquate Umsetzung des ISM-Code als eine der wichtigsten in der Schifffahrt zu berücksichtigenden Arbeitsschutz-Bestimmungen, wobei zu viel von der Interpretation durch den   Flaggenstaat und vom Wettbewerbsdruck abhängig sei („A major problem is that although the guidance exists, there is extensive evidence to show that it is frequently ignored … too much is open to interpretation by the Flag State an is subject to competitive pressure“).

## Zahlen zu den Studierenden
Von den 33.510 Studenten des Studienjahrens 2020/2021 waren 19.790 weiblich (59,1 %) und 13.650 männlich (40,7 %). 14.650 Studierende kamen aus England, 85 aus Schottland, 10.805 aus Wales, 180 aus Nordirland, 1.235 aus der EU und 6.495 aus dem Nicht-EU-Ausland. 23.350 der Studierenden (69,7 %) strebten ihren ersten Studienabschluss an, sie waren also undergraduates. 10.160 (30,3 %) arbeiteten auf einen weiteren Abschluss hin, sie waren postgraduates. Davon waren 1.775 in der Forschung tätig.
Von den 33.260 Studierenden im Studienjahr 2019/2020 waren 19.680 Frauen (59,2 %) und 13.530 Männer (40,7 %). 13.645 kamen aus England, 10.800 aus Wales, 195 aus Nordirland, 75 aus Schottland, 1.285 aus der EU und 7.190 aus dem Nicht-EU-Ausland. 23.755 arbeiteten waren undergraduates, 9.505 arbeiteten  waren postgraduates, davon 1.900 in der Forschung.

## Bekannte Dozenten
- Barbara Adam (* 1945), Sozialwissenschaftlerin
- Roland Gregory Austin (1901–1974), Latinist
- Albert Hauf (* 1938), Philologe

## Bekannte Absolventen

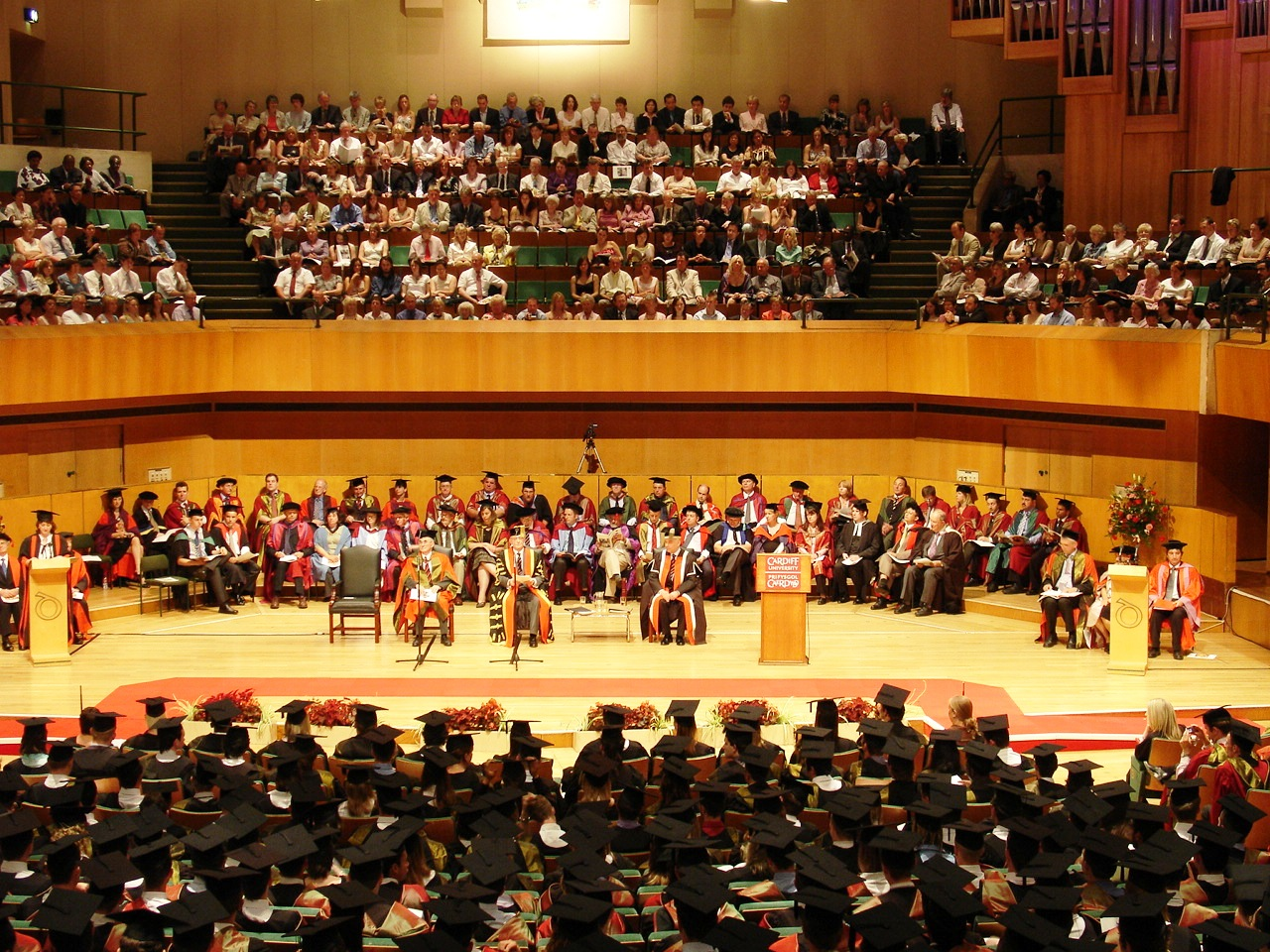
Abschlusszeremonie in der St David’s Hall

- Anita Gale, Baroness Gale (* 1940), britische Politikerin (Labour Party) und Mitglied des House of Lords
- Sir Martin John Evans (* 1941), britischer Genetiker, Nobelpreis für Medizin (2007), von 2009 bis 2017 Kanzler der Universität Cardiff
- Neil Kinnock (* 1942), britischer Politiker, 1999–2004 Vizepräsident der EU-Kommission
- Ebou Dibba (1943–2000), gambischer Schriftsteller und Dichter
- Karl Jenkins (* 1944), walisischer Keyboarder, Oboist, Saxophonist und Komponist
- Glenys Kinnock (1944–2023), britische Politikerin (Labour Party), 1994–2009 Abgeordnete des Europäischen Parlaments
- Dominic Walker (* 1948), britischer anglikanischer Geistlicher, seit 2003 Bischof von Monmouth
- Faisal al-Fayiz (* 1952), jordanischer Politiker, 2003–2005 Premierminister
- David J. Richards (* 1952), General der britischen Armee
- Barham Salih (* 1960), irakischer Politiker
- Huw Edwards (* 1961), Journalist, Nachrichtensprecher und Fernsehmoderator
- David Bahati (* 1973), ugandischer Politiker
- Victoria Starmer (* 1973), Rechtsanwältin, Ehefrau von Keir Starmer
- Nicole Cooke (* 1983), britische Radrennfahrerin
- Nathan Cleverly (* 1987), britischer Boxer, WBO-Weltmeister im Halbschwergewicht